# Chloris (plant)
Chloris (synoniem: Pterochloris) is een geslacht uit de grassenfamilie (Poaceae). De soorten van dit geslacht komen voor in tropische en warme gebieden.